# 김광혁 (1590년)
김광혁(金光爀, 1590년 12월 20일 ~ 1643년)은 조선 후기의 문신으로 자는 회경(晦卿), 호는 동림(東林)이며 본관은 본관은 안동(安東)이다. 좌의정 청음 김상헌의 조카로 증조부는 신천군수 생해(生海)이며, 할아버지는 돈녕부 도정 극효(克孝)이고, 아버지는 장단부사 상관(尙寬)이다.
1612년(광해군 4년)에 진사 1등 4위로 급제하여 1623년(인조 1년) 계해 참봉을 맡았다. 이듬해인 1624년 알성문과에 을과 4위로 급제하였다.
1625년 1월 18일 세자시강원 설서가 되었고, 10월 6일 예문관 검열을 맡았다. 이듬해인 1626년 1월 5일 주서를 맡았다.
다음해에는 정언(正言)이 되고, 仁祖(인조) 7년 기사(1629) 己巳(기사) 10월 3일 홍문관 부수찬(弘文館 副修撰), 같은해 3월 22일 숭정전(崇政殿)에서 문신의 정시(廷試)를 실시하였는데, 시험은 칠언배율(七言排律) 20운(韻)으로 보았다. 이조좌랑 홍명구(洪命耈), 우부승지 이경석(李景奭), 예조 참의 정백창(鄭百昌), 사인 정홍명(鄭弘溟), 수찬 김광혁(金光爀) 등이 입격하였다. 홍명구는 자급을 올려 주고, 이경석․ 정백창에게는 각기 반숙마(半熟馬) 1필씩을, 정홍명에게는 아마(兒馬) 1필을, 김광혁에게는 표피(豹皮) 1장을 각각 하사(下賜)하였다.
1630년 8월 3일 교리(校理), 1631년 2월 2일 헌납, 1633년 10월 6일 수찬, 같은해 11월 10일 헌납을 맡았다.
1634년 7월 12일 교리(校理), 1636년 병자호란 때 체찰사(體察使)의 종사관으로서 호남을 순찰하였으며, 이듬해 이조정랑이 되었다. 1637년 2월 9일 이조정랑(吏曹正郎), 같은해 4월 14일 이조좌랑, 1638년 2월 12일 집의(執義)로 임명되었다.
이어 검상(檢詳), 사인(舍人), 광주목사를 지냈으며 1640년 윤1월 4일 예문관 부응교(禮文館 副應敎), 1640년 5월 30일 동부승지(同副承旨) 등을 역임하였다.
1643년 7월 24일 향년 54세로 세상을 떠난 뒤 의정부 영의정에 추증되었다.

## 가족 관계
- 조부 : 김극효(金克孝, 1542 ~ 1618)
- 조모 : 좌의정(左議政) 정유길(鄭惟吉)의 딸 동래 정씨
  - 부친 : 김상관(金尙寬, 1566 ~ 1621)
  - 모친 : 남응정(南應井)의 딸 의령 남씨
    - 누나 : 김유순(金柔順, 1587 ~ ?)
    - 남동생 : 김광찬(金光燦, 1597 ~ 1668)
    - 여동생 : 김종순(金終順, 1594 ~ ?)

  - 서모 : 해생(海生)
    - 이복 남동생 : 김광한(金光㸁, 1603 ~ ?)
    - 이복 남동생 : 김광?(金光火+啇, 1610 ~ ?)
    - 이복 남동생 : 김광료(金光炓, 1612 ~ ?)

  - 서모 : 이름 미상
    - 이복 여동생 : 김신순(金申順, 1608 ~ ?)
    - 이복 여동생 : 김갑순(金甲順, 1614 ~ ?)
    - 부인 : 동중추(同中樞) 김존경(金存敬)의 딸 광산 김씨
      - 장녀 : 안동 김씨(1616 ~ ?)
      - 사위 : 성주 이씨 이빈(李忄+賓)
      - 차녀 : 김무일(金無一, 1620 ~ ?)
      - 사위 : 김해 김씨 김홍경(金洪慶)
      - 3녀 : 김애(金愛, 1628 ~ ?)
      - 사위 : 함양 여씨 여증제(呂曾濟)
      - 양자 : 김수흥(金壽興, 1629 ~ 1689)  - 남동생 김광찬의 차남